# Lopphavet
Lopphavet är den del av Norra ishavet, som ligger utanför ön Loppa i Loppa kommun.